# المعهد العالي للمالية والجباية بسوسة

شعار المعهد العالي لمالية والجباية بسوسة

المعهد العالي للمالية والجباية بسوسة هو إحدى المؤسسات العليا التابعة لجامعة سوسة، وقد أحدث في جويلية 2002م وانطلقت الدروس في العام الدراسي 2002م-2003م.

## أرقام
طبقا لأرقام السنة الدراسية 2007م-2008م يدرس بها 1840 طالبا من بينهم 1232 طالبة.

## الشعب
تتوزع الدراسة في المعهد العالي للمالية والجباية بسوسة على الشعب التالية:
- شعبة العلوم الاقتصادية والتصرف .
- شعبة الجباية (الإجازة التطبيقية في الجباية).
- شعب جديدة (حسب نظام أمد) وهي :
  - الإجازة الأساسية في الاقتصاد: نقد - مالية - بنك
  - الإجازة الأساسية في التصرف الجبائي
  - شعبة الإجازة التطبيقية في المحاسبة
  - شعبة الإجازة التطبيقية في إدارة الأعمال: التصرف في المؤسسات الصغرى والمتوسطة

## وصلات خارجية
موقع المعهد العالي للمالية والجباية بسوسة